# Barchon
Barchon is een dorp in de Belgische provincie Luik en een deelgemeente van de gemeente Blegny.

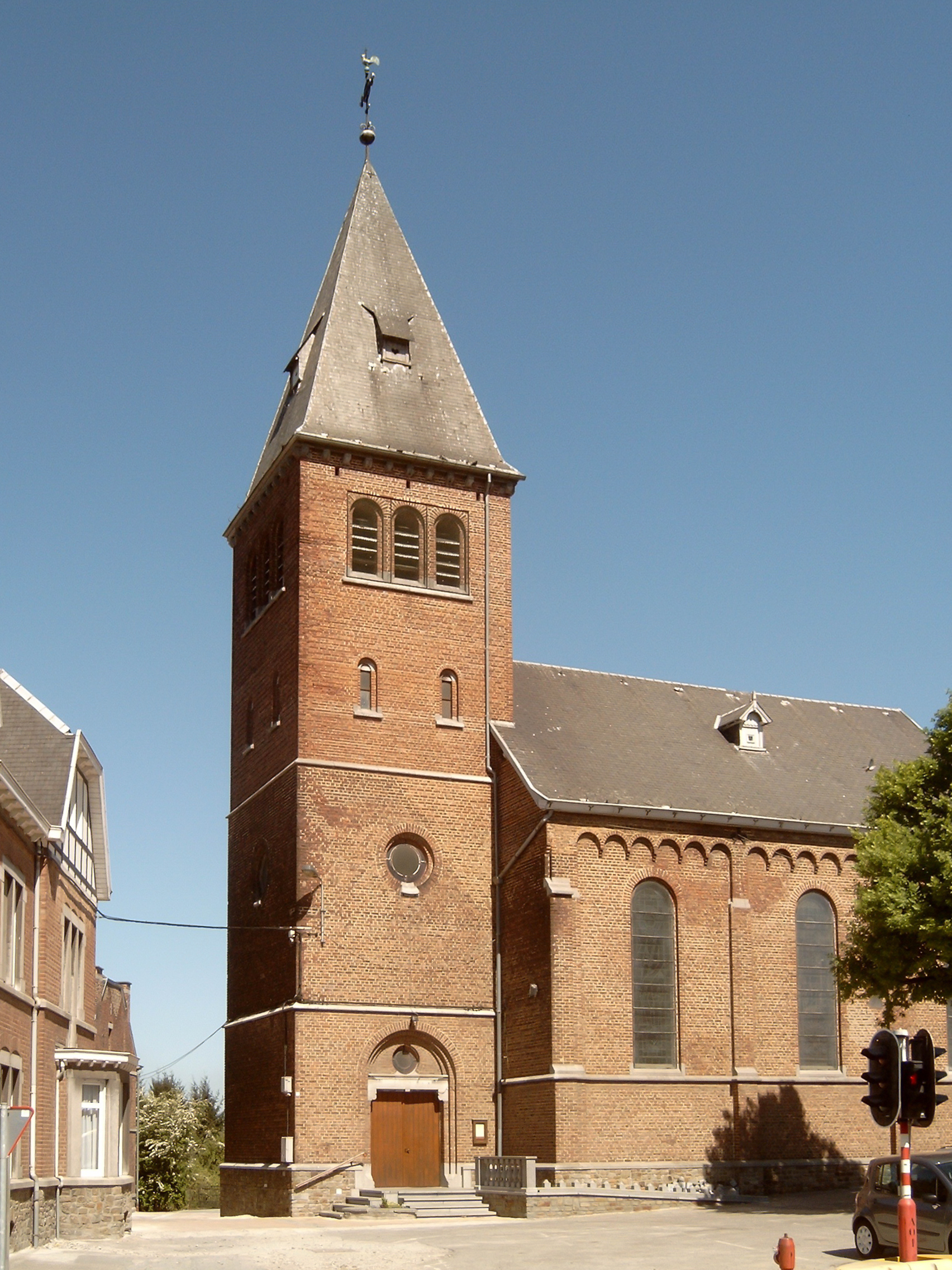
Église Saint-Clément

## Geschiedenis
Vanouds behoorde Barchon tot het Graafschap Dalhem.
Barchon was tot 1878 een gehucht van de gemeente Cheratte. Daarna werd het een zelfstandige gemeente totdat het in 1977 bij Blegny werd gevoegd.
Barchon had sterk te lijden onder de Duitse opmars door België tijdens de Eerste Wereldoorlog (14 augustus 1914), waarbij 100 huizen werden verwoest en 32 burgers werden vermoord.
Barchon kent ook een mijnverleden. De Société anonyme des Charbonnages du Hasard was hier actief, doch in de jaren '70 van de 20e eeuw kwam er een einde aan de steenkoolwinning.

## Bezienswaardigheden
- De Sint-Clemenskerk
- Ten noordoosten van het dorp ligt Fort Barchon, een van de Forten rond Luik.
- De pomp, en daarbij een steenkoolwagentje als bloembak, ter herinnering aan het mijnverleden.
- Moulin Lhoist, een watermolen op de Bollandbeek
- Enkele historische boerderijen.

## Natuur en landschap
Barchon ligt in het Land van Herve, op een hoogte van ongeveer 150 meter. De beek Le Bacsai stroomt langs Barchon in noordelijke richting naar de Bolland. In het westen vindt men de vallei van de Julienne. In het zuiden loopt de autoweg A3 en ten zuiden daarvan ligt een aanzienlijk bedrijventerrein.

## Demografische ontwikkeling
- Bronnen:NIS, Opm:1831 tot en met 1970=volkstellingen, 1976= inwoneraantal op 31 december

## Nabijgelegen kernen
Housse, Cheratte, Wandre, Saive, Tignée, Heuseux, Blegny
Deelgemeenten: Barchon · Housse · Mortier · Saive · Saint-Remy · Trembleur

Overige plaatsen: Blegny · Leval · Loneux · Parfondvaux

Belgische gemeenten · arrondissement Luik · provincie Luik · Wallonië